# Пагајски макаки
Пагајски макаки (Macaca pagensis) је врста примата из породице мајмуна Старог света (Cercopithecidae).

## Распрострањење
Индонежанска јужна ментавејска острва Пагај Селатан, Пагај Утара и Сипора, једино су познато природно станиште врсте.

## Станиште
Врста Macaca pagensis има станиште на копну.

## Угроженост
Ова врста је крајње угрожена и у великој опасности од изумирања.

### Популациони тренд
Популација ове врсте се смањује, судећи по расположивим подацима.